# Степановка (Аскінський район)
Степа́новка (рос. Степановка, башк. Степановка) — присілок у складі Аскінського району Башкортостану, Росія. Входить до складу Ключівської сільської ради.
Населення — 122 особи (2010; 179 у 2002).
Національний склад:
- росіяни — 87 %